# سباستین بارکلی
سباستین بارکلی (انگلیسی: Sebastián Barclay؛ زادهٔ ۲ ژانویهٔ ۱۹۷۸) بازیکن فوتبال اهل آرژانتین است.
از باشگاه‌هایی که در آن بازی کرده‌است می‌توان به باشگاه فوتبال جیمناسیا لاپلاتا و باشگاه فوتبال اتلتیکو تیگره اشاره کرد.